# Hydrophoria japonica
Hydrophoria japonica är en tvåvingeart som beskrevs av Masayoshi Suwa 2002. Hydrophoria japonica ingår i släktet Hydrophoria och familjen blomsterflugor. Inga underarter finns listade i Catalogue of Life.